# 한민족 하나로
한민족 하나로는 KBS 한민족방송(AM 972, 6015, 1170kHz)에서 방송되는 한민족 라디오 프로그램이다. 김승채 교수 진행하며, 방송시간은 평일 밤 8시 5분부터 밤 9시까지와 주말 밤 8시부터 밤 9시까지이다.